# Polystichum lemmonii
Polystichum lemmonii è una specie di felce della famiglia delle Dryopteridaceae
Il suo nome comune in inglese è Lemmon's holly fern (felce-agrifoglia di Lemmon) e Shasta fern (felce di Shasta).

## Distribuzione e habitat
Essa è originaria della zona occidentale del Nordamerica dalla Sierra Nevada della California a nord dello stato di  Washington. È anche nota dalla Columbia Britannica, ove si trova in un caso unico sui monti sopra la valle di Okanagan.
Cresce in un habitat montano sui substrati di roccia ultrafemica, spesso su terreni ricchi di serpentinite. Questa felce produce numerose foglie strette, diritte, in forma lanceolata lunghe da 10 a 35 cm. Ogni foglia è costituita da molte foglioline ovali che si sovrappongono, ammassate e arrotolate in modo che ogni foglia ha aspetto cilindrico. I bordi possono essere lisci o dentellati.